# تلمبه احمد عباسلو
تلمبه احمد عباسلو یک منطقهٔ مسکونی در ایران است که در دهستان گلستان (سیرجان) واقع شده‌است. تلمبه احمد عباسلو ۵۴ نفر جمعیت دارد.